# Huvudspår
Huvudspår är en fackterm som används inom svensk järnvägstrafik. Huvudspår definieras enligt Trafikverkets trafikbestämmelser för järnväg (TTJ) som ett spår avsett för tågfärd eller spärrfärd.
På en driftplats (station) delas huvudspår in i:
- normalhuvudspår, som är det huvudspår som från driftplatsgränsen leder genom växlar i normalläge. På obevakad driftplats är normalhuvudspåret det huvudspår som används när driftplatsen är obevakad.
- avvikande huvudspår är ett annat spår än normalhuvudspår.

Där ett sidospår ansluter till ett huvudspår har man numera ofta en skyddsväxel som leder ut till ett säkerhetsspår, eller en spårspärr för att hindra att vagnar rullar ut på huvudspåret. 

## Tågspår
Tågspår var ett begrepp i de gamla järnvägssäkerhetsbestämmelserna Säo för spår där tåg kan framföras, till skillnad från sidospår där endast växling kan förekomma.
I och med införandet av de nya bestämmelserna JTF den 31/5 2009 har begreppet ersatts med termen huvudspår.